# Celebrations
Celebrations zijn een verzameling gevulde chocoladerepen van Mars Incorporated. Na het verkoopsucces van Celebrations produceerde Cadbury Schweppes een eigen versie, genaamd Heroes.
Er zijn drie standaarddoosjes, namelijk van 200 gram, 263 gram en 400 gram. In 2011 werd in Nederland Celebrations ice cream verkocht.
In Celebrations zitten de volgende chocolaatjes:
- Mars
- Bounty
- Snickers
- Twix (niet meer in het Verenigd Koninkrijk)
- Topic (niet meer in het Verenigd Koninkrijk)
- Galaxy / Dove
- Galaxy Caramel / Dove Caramel
- Galaxy Truffle
- Maltesers Teaser
- Milky Way